# Яр (Криворізький район)
Яр — село в Україні, в Девладівській сільській громаді Криворізького району Дніпропетровської області.
Населення — 88 мешканців (за останніми даними[коли?])

## Назва
19 вересня 2024 року Верховна Рада підтримала перейменування села Червоний Яр на Яр. 26 вересня 2024 року перейменування набуло чинності.

## Географія
Село Яр знаходиться на відстані 1 км від села Поле і за 2 км від села Вербове. По селу протікає пересихаючий струмок з загатою.

## Населення

### Мова
Розподіл населення за рідною мовою за даними перепису 2001 року:
| Мова       | Відсоток |
| ---------- | -------- |
| українська | 95,5 %   |
| російська  | 4,5 %    |

## Видатні мешканці села
Ковбаса Петро Іванович (08.03.1935-10.01.2019) - лікар, ветеринар.

## Інтернет-посилання
- Погода в селі Червоний Яр [Архівовано 20 грудня 2011 у Wayback Machine.]